# Entodon challengeri
Entodon challengeri är en bladmossart som beskrevs av Jules Cardot 1904. Entodon challengeri ingår i släktet Entodon och familjen Entodontaceae. Inga underarter finns listade i Catalogue of Life.